# Артемида-3
«Артемида-3» (англ. Artemis 3, официально Artemis III с римской цифрой в названии; предыдущие названия — Exploration Mission-3, EM-3) — запланированный НАСА на 2027 год полёт космического корабля «Орион» на ракете-носителе Space Launch System (SLS). Планируется, что это будет второй пилотируемый запуск в рамках программы «Артемида» и первая высадка людей на Луну после миссии «Аполлон-17» в 1972 году.
Планируется, что корабль «Орион» проведёт около 30 дней в космосе.
На четвёртую миссию — «Артемида-4» запланировано доставить четырёх астронавтов на окололунную станцию «Gateway», а также высадить экипаж на поверхность Луны.

## История
В 2017 году было объявлено, что целью миссии «Артемида-3» станет отправка четырёх астронавтов на близкую к прямолинейной гало-орбиту около Луны и доставка модулей к окололунной орбитальной станции Gateway.
К 2019 году цели миссии были скорректированы, часть модулей к орбитальной станции планируется доставлять отдельными коммерческими запусками, оставшуюся часть — в ходе последующих миссий «Артемиды». Планировалось, что к моменту запуска «Артемиды-3» на станции уже должны будут находиться модуль питания, двигательная установка (Power and Propulsion Element), небольшой обитаемый модуль (Minimal Habitation Module) и пустой посадочный лунный модуль.
В мае 2019 года НАСА отобрало 11 компаний для исследований по созданию многокомпонентной посадочной системы, которая будет размещена на орбитальной станции Gateway и затем пристыкована к «Артемиде-3». В число компонентов посадочного модуля входят «элемент перемещения» (Transfer element) на низкую окололунную орбиту, «спускаемый элемент» (Descent element) для собственно спуска на поверхность Луны, и «подъёмный элемент» (Ascent element) для доставки астронавтов с поверхности Луны на орбитальную станцию. Изучается возможность сделать эти элементы многоразовыми после дозаправки.

## Обзор миссии
В ходе миссии пройдёт стыковка с посадочным лунным модулем. Планируется прилунение астронавтов в районе южного полюса Луны. Два астронавта должны выйти на поверхность Луны примерно на одну неделю. Миссия «Артемида-3» также рассматривается как первая миссия, в ходе которой на Луну высадится женщина.

## Траектория

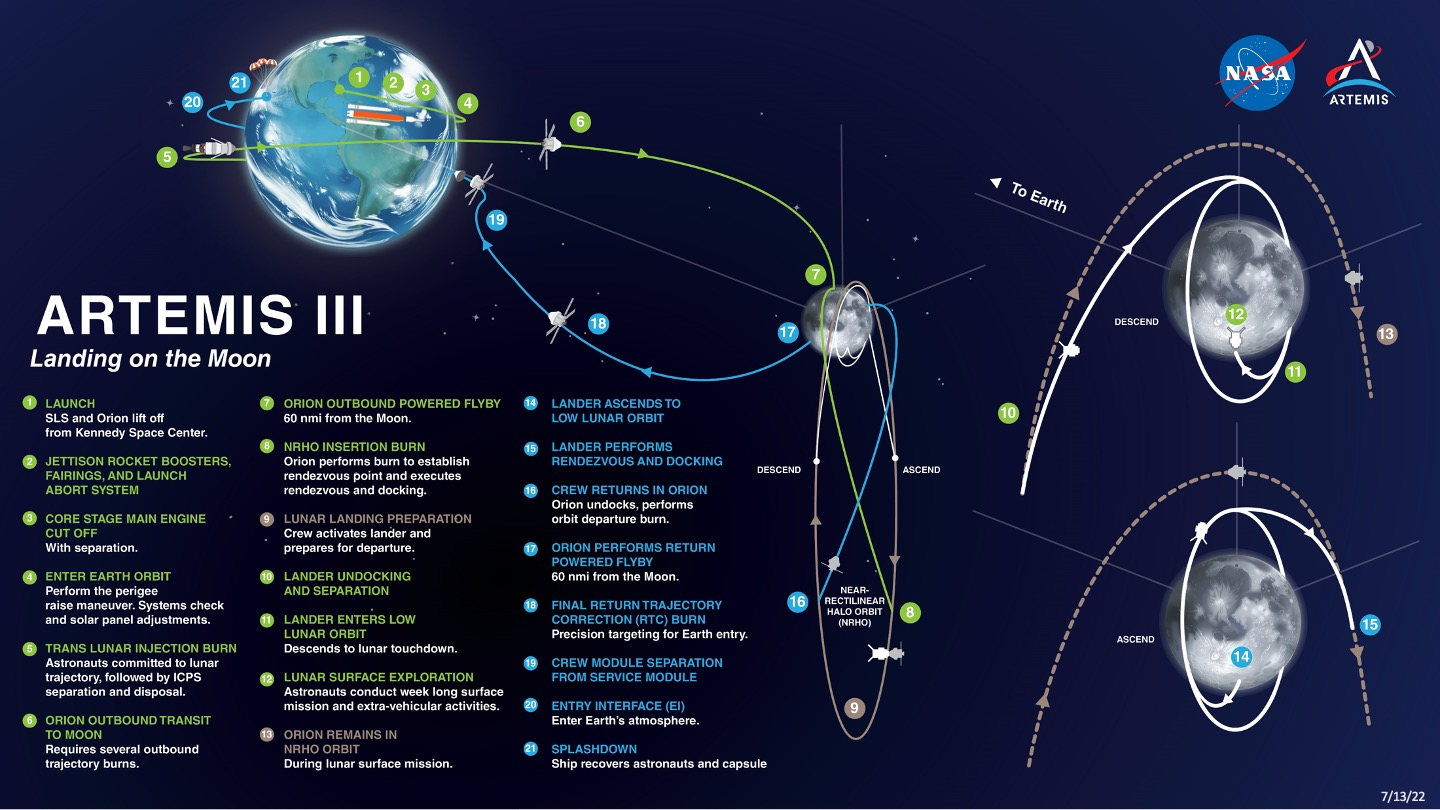
Планируемая траектория полёта «Артемиды-3»

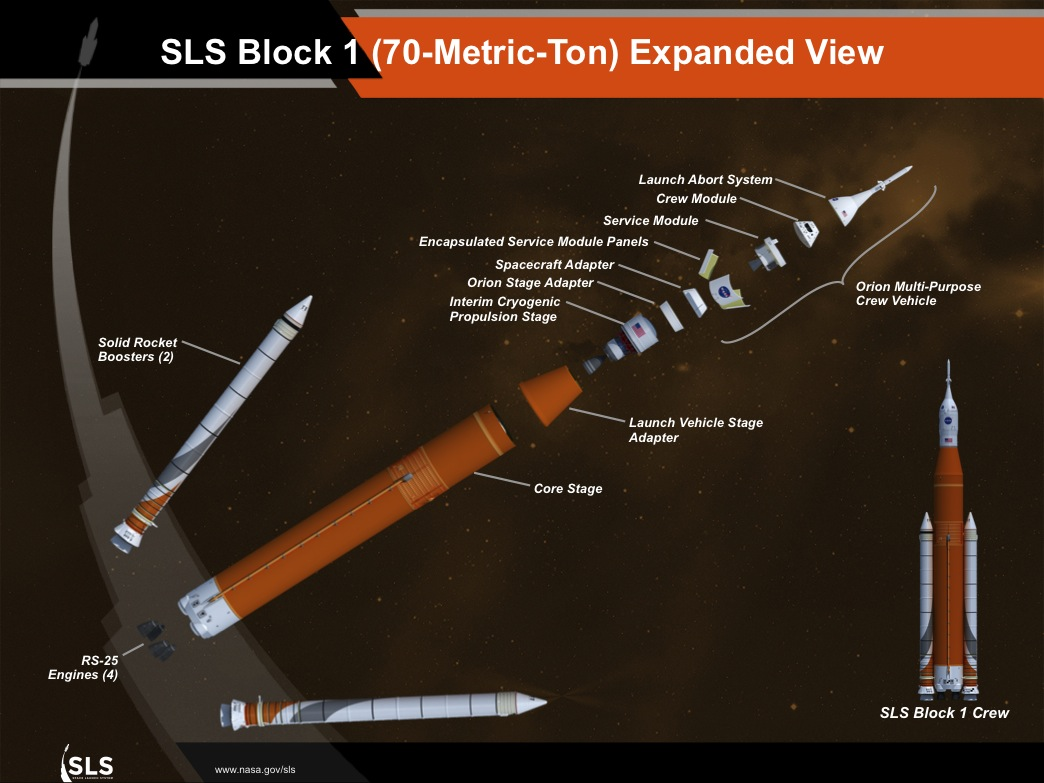
"Block1" вариант ракеты SLS

## Состав миссии

### Ракета-носитель
Space Launch System — сверхтяжёлая ракета-носитель, используемая для запуска космического корабля «Орион» с Земли на окололунную орбиту.

### Космический корабль
Орион — транспортное средство для экипажа, используемое во всех миссиях программы «Артемида». Он доставит экипаж с Земли на орбиту станции Gateway и вернёт его обратно на Землю.

### Лунный посадочный модуль
Starship HLS, или Starship Human Landing System представляет собой лунную посадочную версию космического корабля Starship, который будет доставлять астронавтов с лунной орбиты на поверхность Луны и обратно. Он разрабатывается и строится SpaceX по контракту с NASA как важнейший элемент программы NASA Артемида по высадке экипажа на Луну в 2020-х годах.

## Связанные миссии
| Наименование миссии | Задачи миссии                                                                               | Запуск миссии                    | Окончание миссии                |
| ------------------- | ------------------------------------------------------------------------------------------- | -------------------------------- | ------------------------------- |
| Артемида-1          | Тестовый беспилотный полёт к Луне                                                           | 16 ноября 2022 года, 06:47 UTC   | 11 декабря 2022 года, 17:39 UTC |
| Артемида-2          | Пилотируемый облёт Луны                                                                     | апрель 2026 года (планируется)   | Отс.                            |
| Артемида-3          | Посадка на Луну с экипажем                                                                  | июль 2027 года (планируется)     | Отс.                            |
| Артемида-4          | Доставка астронавтов на лунную орбитальную станцию Gateway и на Луну                        | сентябрь 2028 года (планируется) | Отс.                            |
| Артемида-5          | Посадка астронавтов к южному полюсу Луны, доставка двух новых элементов для станции Gateway | март 2030 года (планируется)     | Отс.                            |
| Артемида-6          | Посадка на Луну с экипажем, доставка шлюзового модуля                                       | март 2031 года (планируется)     | Отс.                            |